# Trösken
Trösken är en sjö i Gävle kommun i Gästrikland och ingår i Gavleån-Dalälvens kustområde. Sjön har en area på 4,85 kvadratkilometer och ligger 9 meter över havet. Sjön tillförs vatten genom bl.a. Älgängsån, avvattning sker genom den korta Harnäsån till Bottenhavet.
På sjöns norra sida ligger orterna Furuvik och Harnäs, där finns också Harnäsbadet.

## Delavrinningsområde
Trösken ingår i det delavrinningsområde (672476-158308) som SMHI kallar för Utloppet av Trösken. Medelhöjden är 15 meter över havet och ytan är 22,53 kvadratkilometer. Räknas de 18 avrinningsområdena uppströms in blir den ackumulerade arean 119,05 kvadratkilometer. Avrinningsområdets utflöde Älgängsån (Älgrängsån) mynnar i havet. Avrinningsområdet består mestadels av skog (69 procent). Avrinningsområdet har 4,8 kvadratkilometer vattenytor vilket ger det en sjöprocent på 21,3 procent. Bebyggelsen i området täcker en yta av 0,98 kvadratkilometer eller 4 procent av avrinningsområdet.

## Fisk
Vid provfiske har följande fisk fångats i sjön:
- Abborre
- Björkna
- Braxen
- Färna
- Gärs
- Gädda
- Löja
- Mört
- Ruda
- Sarv
- Sutare